# Dirigente di comunità
(Profilo professionale del Dirigente di comunità)

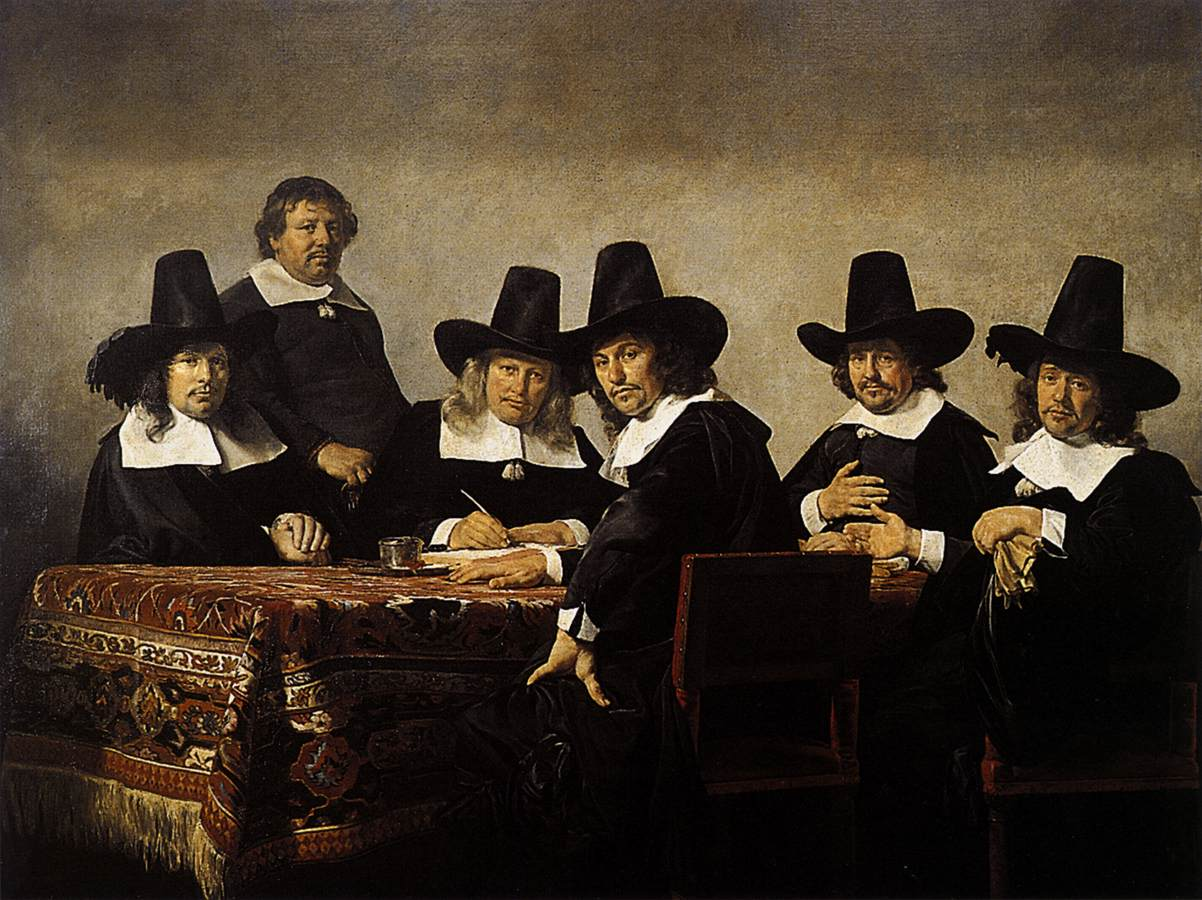
Jan de Bray, I reggenti dell'Orfanotrofio per bambini, Haarlem, 1663

Il Dirigente di comunità è un professionista polivalente che, in seguito a una specifica formazione a carattere teorico e tecnico-pratico concernente la direzione e la vita delle comunità, opera in qualità di dirigente o specialista dei servizi assistenziali socio-sanitari e educativi collettivi realizzando attività professionali di natura direttiva, assistenziale, educativa e relazionale.
In particolare, nell'ambito dei titoli professionali italiani, con l'appellativo di dirigente di comunità (talvolta nelle istituzioni pubbliche con la specificazione di "educative" o "infantili", a seconda del contesto operativo) si suole riferirsi specificamente alla persona in possesso del diploma di specializzazione avente valore legale di "abilitazione all'esercizio dell'attività professionale", conclusivo del corso di studio vigente in Italia dal 1964 fino al 2015.
Tale specializzazione ha contribuito, in Italia e nella Svizzera italiana, alla preparazione professionale di personale dirigente, educativo e assistenziale destinato ad operare nei servizi alla persona e alle comunità.

## Profilo professionale

### Descrizione funzionale
ll profilo professionale del dirigente di comunità è istituito in Italia, ai sensi del Decreto del Presidente della Repubblica del 25 marzo 1963, numero 1500, con il Decreto del Ministero della Pubblica Istruzione del 14 gennaio 1967 che stabilisce quanto segue:
«Un dirigente può prestare la sua opera nei vari tipi di comunità – asili nido, case per gestanti, soggiorni estivi, istituzioni permanenti e specializzate, convitti, pensionati, case di riposo, refettori scolastici, mense aziendali etc. – cioè in tutte quelle numerose istituzioni a carattere formativo, educativo, medico sociale, assistenziale che, specie nel campo pediatrico, della riabilitazione, della geriatria, vanno sempre più aumentando in uno Stato moderno che vuole risolvere i delicati problemi dell’assistenza sociale.
Per comunità si intende un gruppo di persone (bambini, ragazzi, adolescenti, giovani, adulti e anziani), provenienti da varie condizioni sociali e familiari, che si prefigge di giovare alla salute fisica, mentale, sociale e morale dei suoi componenti. Essa opera, attraverso la partecipazione di ognuno al processo di questa esperienza, un arricchimento della persona medesima che, così cresciuta, apprende a rendersi conto dei valori fondamentali della vita sua e degli altri e a essi indirizzare la propria attività.
Il dirigente di comunità deve saper dirigere, cioè orientare, organizzare, coordinare e controllare, ed essere quindi dotato di particolari attitudini e precisamente: 
- di qualità fisiche (salute, forza, resistenza);
- di qualità intellettuali (capacità di intuire, comprendere ed apprendere, giudicare rettamente);
- di qualità morali (energia, fermezza, onestà, comprensione, spirito di sopportazione, cortesia, iniziativa, imparzialità, sensibilità, coraggio di fronte alle responsabilità)».[14]

### Contesto operativo

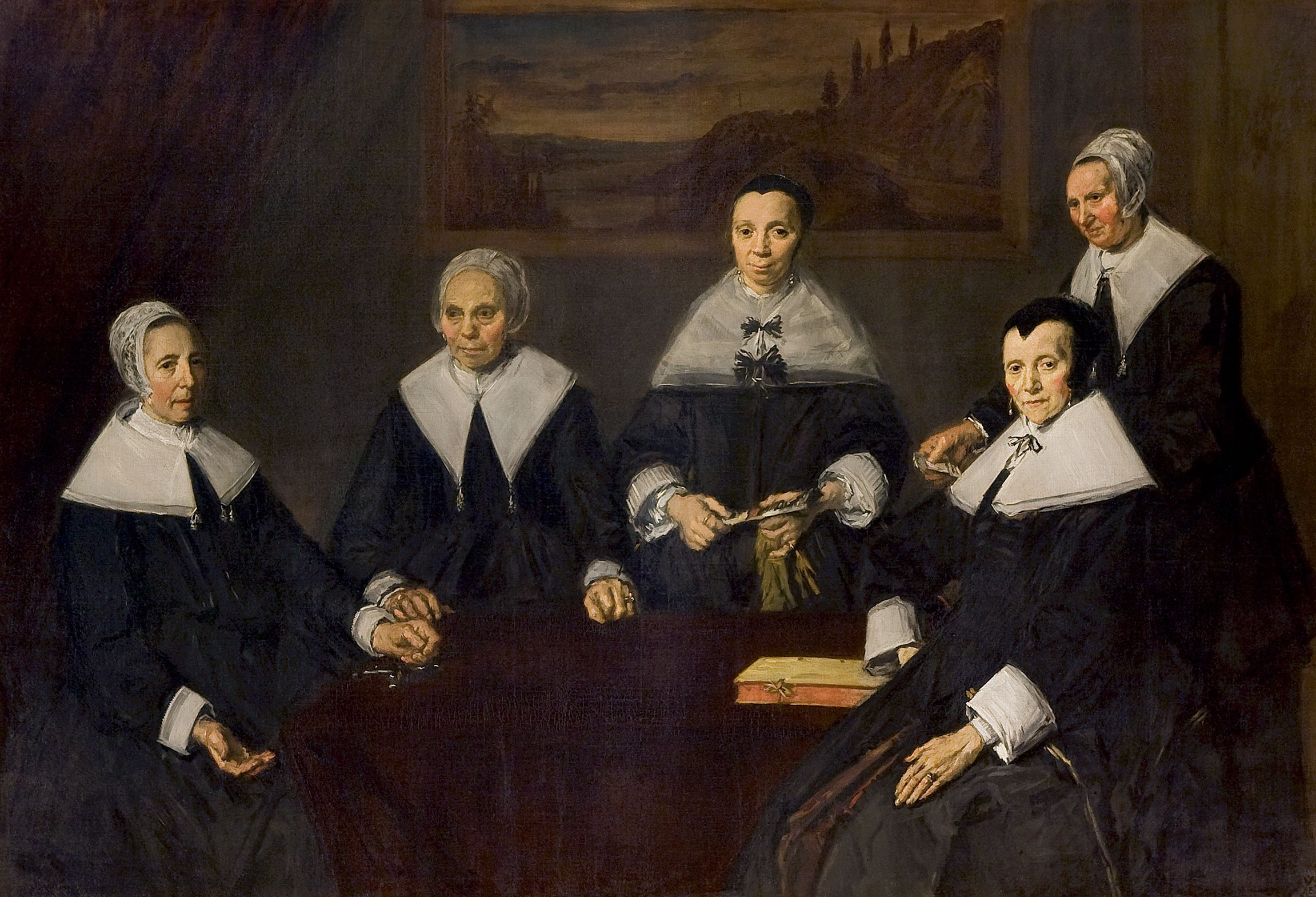
Frans Hals, Le reggenti dell'ospizio dei vecchi, Haarlem, 1664

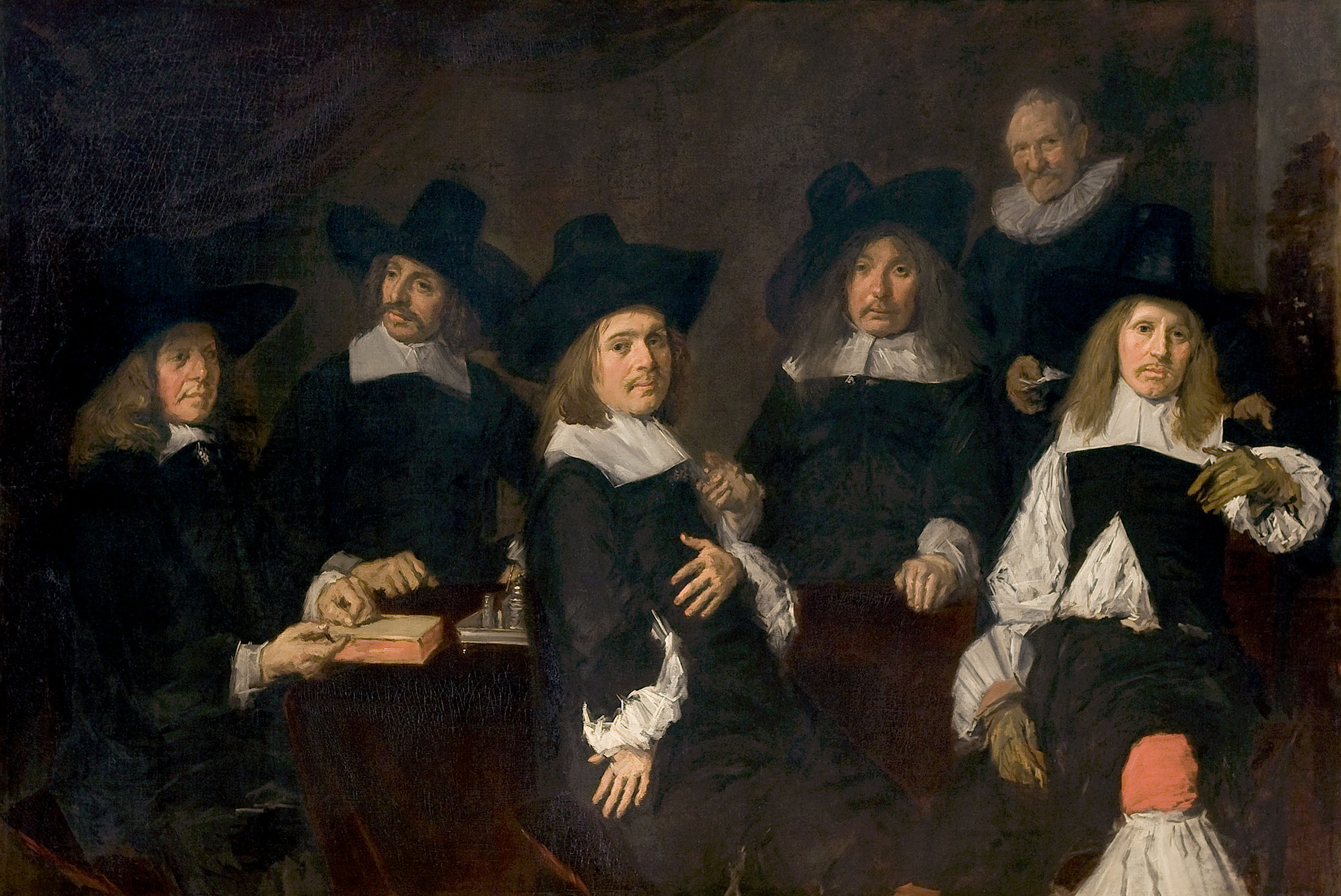
Frans Hals, I reggenti dell'ospizio dei vecchi, Haarlem, 1664

Il dirigente di comunità svolge l'attività professionale in qualità di dirigente o specialista di aziende pubbliche o private che organizzano, gestiscono e erogano servizi residenziali e non residenziali, organizzati in Italia ai sensi della Legge quadro dell'8 novembre 2000, numero 328, riguardanti minori, madri vulnerabili, anziani, detenuti, profughi e migranti, disabili, nomadi, famiglie, senzatetto, vittime di calamità:
- servizi sociali e socio-sanitari residenziali che includono vitto, alloggio e assistenza nella vita quotidiana (centri di accoglienza per minori; ricoveri temporanei per senzatetto, vittime di calamità e profughi e immigrati; istituti di assistenza a favore di madri vulnerabili e dei loro figli; orfanotrofi[18] o comunità familiari, case albergo, case di riposo, case protette, comunità alloggio per anziani e disabili; centri di reinserimento sociale per persone con problemi personali o sociali);
- servizi sociali e socio-sanitari di consulenza, assistenza, tutela e orientamento erogati presso organizzazioni pubbliche e private, gruppi di auto-aiuto, consultori e segretariati o centri diversamente denominati nonché presso il domicilio (visite e supporto nella vita quotidiana);
- servizi educativi per l'infanzia nei nidi e nelle comunità infantili e per la prima e la seconda adolescenza nelle strutture prescolastiche, scolastiche ed extrascolastiche;
- servizi formativi, educativi e informativi di sostegno alla genitorialità (alla paternità e, con particolare riguardo, alla maternità), fra questi, in particolare, i consultori familiari;
- servizi di istruzione e formazione professionale;
- servizi animativo-ricreativi e culturali (centri di aggregazione giovanile, ludoteche, musei, biblioteche, mediateche ecc.).

Il professionista svolge la sua attività in collaborazione con altri operatori professionali preposti all'assistenza sanitaria, psicologica e sociale e all'educazione, secondo il criterio del lavoro multi-professionale.

### Attività professionali
Il dirigente di comunità, tenendo conto della classificazione italiana delle professioni, che si raccorda alla International Standard Classification of Occupations (la classificazione internazionale delle professioni dell'ILO), afferisce alla classe delle professioni dirigenziali e delle professioni tecniche dei servizi collettivi e alle persone; questi, a seconda del contesto operativo, esercita le attività professionali che seguono:
- Dirigente, coordinatore o responsabile di aziende per servizi alla persona e alle collettività;[22][23][24][25]
- Educatore d'infanzia di asilo nido[26][27][28] e degli altri servizi per l'infanzia;[29] Puericultore;[30][31]
- Tecnologo[3][4] sociale per i servizi di sanità e assistenza sociale,[2][32][33] tecnico del reinserimento e dell’integrazione sociale[34] o facilitatore sociale[35];
- Educatore sociale, di comunità, socio-assistenziale[8] o diversamente denominato;[36][37]
- Assistente d'infanzia e di comunità infantili;
- Animatore per l'infanzia, animatore per la prima e seconda adolescenza, animatore sociale o animatore socio-educativo;[38]
- Tecnico di atelier creativo, atelierista,[39] tecnico di attività ricreative, ludiche e del tempo libero o ludotecario;[9]
- Esperto di assistenza agli anziani e ai disabili;
- Docente tecnico-pratico, formatore o maestro di economia domestica[40], dei servizi socio-sanitari[41] o di tecnologie tessili;[42][43]
- Tecnico di laboratorio didattico dell'area professionale: assistenza all'infanzia (puericultura), assistenza socio-sanitaria, economia domestica (alimentazione e ospitalità);[44]
- Consulente in economia domestica familiare e puericultura;
- Perito di economia domestica collettiva (servizi di alimentazione e ospitalità);
- Operatore tecnico professionale per il commercio, la preparazione e la somministrazione degli alimenti;[45][46]
- Assistente di pre-scuola e/o doposcuola;
- Operatore addetto alla sorveglianza di bambini in comunità (vigilante/vigilatrice) e famiglie (bambinaia/bambinaio).

L'attività professionale in qualità di personale educativo o direttivo degli asili nido e degli altri servizi per l'infanzia costituisce, statisticamente, la principale occupazione assunta dai dirigenti di comunità, di fatto questi tecnici esperti nei servizi di assistenza igienico-sanitaria e psico-pedagogica del bambino hanno rappresentato, sin dall'istituzione del profilo professionale, gli unici professionisti specificamente abilitati ad operare con funzioni direttive e educative nelle istituzioni educativo-assistenziali per l’infanzia (seppure nei servizi per l'infanzia operino, allo stato attuale, anche elementi provvisti di vari titoli di studio a carattere tecnico-professionale o universitario, il dirigente di comunità risulta fra i maggiormente richiesti dalle aziende per i servizi all'infanzia).
Il Diploma di specializzazione di Dirigente di comunità è corrispondente, cioè dotato di equipollenza o eguale efficacia e valore legale per effetto di norme regionali, nazionali e internazionali, ai titoli tecnico-professionali analoghi afferenti all'ambito disciplinare dei servizi socio-sanitari-assistenziali ed educativi, fra i quali il puericultore, l'Operatore socio-sanitario, il Tecnico dei servizi socio-sanitari, l'Assistente d'infanzia e l'Assistente di comunità infantile, l'Alimentarista o Tecnico delle preparazioni alimentari, l'Operatore socio-assistenziale per l'infanzia (in Svizzera: maturità professionale sanitaria e sociale con attestato federale di capacità professionale socio-assistenziale per l'infanzia).
Inoltre, dati i peculiari contenuti teorici e tecnico-pratici nel campo igienico-sanitario, psico-pedagogico e assistenziale del corso di studi per la specializzazione di Dirigente di comunità, è stata riconosciuta la corrispondenza alla formazione per vigilatrice/vigilatore d'infanzia in ambito italiano ed europeo, il titolo professionale ante riforma delle professioni sanitarie per l'assistenza infermieristica pediatrica.

## Formazione professionale

### Settore economico
La legge italiana dell'8 luglio 1956, numero 782 nel riformare le scuole di magistero professionale, trasformandole in istituti a ordinamento generale e specializzato per la formazione delle professioni direttive e tecniche dell'assistenza e dell'educazione, istituisce una scuola unica nel suo genere in Italia, sulla scorta dell'esperienza dei paesi germanici e scandinavi, diretta specificamente alla preparazione teorica e pratica necessaria per:
- l'attività professionale nelle comunità (economie domestiche collettive) a carattere educativo e assistenziale, con riferimento ai servizi di alimentazione, ospitalità e cura;
- l'Insegnamento tecnico-pratico dell'economia domestica[40] e dei servizi socio-sanitari[41] ed altresì di tecnologie tessili[42][43] previo conseguimento dell'abilitazione all'esercizio alla professione docente (mediante la formazione universitaria[59] in scienze dell'educazione e tecniche ed esercitazioni pratiche oggetto della disciplina d’insegnamento ovvero mediante superamento di un concorso pubblico per titoli ed esami[60][61][62]).

In questo contesto è utile chiarire la complessa trasversalità del settore economico di riferimento del dirigente di comunità, quello della "economia domestica collettiva", anche detta "economia di comunità", "ecotrofologia", con riferimento soprattutto all'ambito professionale dell'alimentazione e dell'ospitalità (imprese ricettive a carattere assistenziale ed educativo) o "Organizzazione e gestione dei servizi collettivi" (nei piani di studio di sperimentazione formativa).
«L’Economia domestica è una disciplina di studio e una professione afferente alle scienze per la vita con l’obiettivo di raggiungere il benessere della persona, della famiglia e delle comunità, applicando conoscenze in materia di alimentazione, igiene, cura [e tecnologie]. Per Economia domestica s’intende anche l’unica persona, la famiglia o la collettività di persone stabilita in una casa o in un altro edificio (ospedale, casa di cura, scuola, asilo nido, caserma, fabbrica, colonia, comunità a carattere assistenziale o educativo ecc.), che per la qualità della vita della persona deve assicurare:
- un'alimentazione sufficiente, sana e varia, caratterizzando, nelle collettività, il pasto come rilevante dimensione relazionale della vita quotidiana;
- la vestizione, tramite un guardaroba e una lavanderia idonei a mantenere la dignità personale;
- degli ambienti sicuri, puliti, accoglienti e arredati in maniera funzionale rispetto alle esigenze individuali e collettive;
- la presa in cura di sé e degli altri nelle collettività, in termini di protezione del benessere psicologico, fisico e sociale, soprattutto nelle vulnerabilità».[65]

Il dirigente di comunità si occupa dell'organizzazione e della gestione di determinati settori di economia domestica collettiva, dalla cucina all'igiene dei tessili e degli ambienti di vita, dai servizi di accoglienza e ospitalità alle attività educative-assistenziali e per il tempo libero, o dell'intera economia domestica di aziende, ospedali, ricoveri, collegi, alberghi e scuole.

### Corso di studio
Il corso di studio per la specializzazione di dirigente di comunità e stato attivato dagli istituti di formazione di ordinamento italiano per le attività sociali e, in considerazione della limitata diffusione sul territorio nazionale rispetto alle crescenti domande di ammissione all'esame di Stato di abilitazione professionale da parte degli esercenti delle professioni sanitarie, sociali e educative, è stato anche afferente alla formazione per i servizi socio-sanitari, i servizi ristorativi e alberghieri, il commercio e magistrale.
Nella formulazione del programma formativo si sono tenute presenti le particolari finalità del corso di studio, mirato alla preparazione professionale di personale destinato a operare in un delicato settore economico, le cui esigenze sono specifiche e ben identificate, e in cui avevano operato, prima dell'istituzione della specializzazione, soggetti provvisti di vari titoli di studio.
Al riguardo, il decreto del Ministero della Pubblica Istruzione del 14 gennaio 1967, istitutivo del profilo professionale, dichiara che poiché una comunità mira alla salute fisica, mentale, sociale e morale dei suoi componenti, ognuno dei quali è una unità biopsichica, ne consegue che la specializzazione è basata su due gruppi di insegnamenti fondamentali: a) psicologia, pedagogia e sociologia, b) igiene-sanità e puericultura, affiancati dalle discipline che interessano più da vicino la specializzazione, quali: c) diritto, d) economia domestica collettiva (scienza dell'alimentazione e dell'ospitalità), e) tecnica organizzativa dei servizi socio-sanitari e educativi, f) canto, g) disegno, h) lavori di comunità/attività occupazionali per il tempo libero.
Il tirocinio e le esercitazioni pratiche completano gli insegnamenti teorici, costituendo inscindibile parte integrante degli insegnamenti specializzanti di psicologia, pedagogia, igiene-sanità, puericultura, economia domestica collettiva e tecnica organizzativa dei servizi socio-sanitari e educativi.
Degno di rilievo è il programma d'insegnamento di economia domestica che, proponendosi lo scopo di «presentare agli studenti i problemi relativi all'organizzazione della vita familiare e comunitaria, nei suoi aspetti, igienici, sociali ed economici», è alla base della specializzazione, connettendosi in modo particolare ai programmi d'insegnamento di merceologia; igiene e puericultura; chimica; psicologia e pedagogia; legislazione dei servizi sociali e sanitari, economia e sociologia; contabilità e statistica; scienze naturali; fisica e disegno.
A seguito dell’introduzione dell’autonomia scolastica in Italia, a partire dagli anni 1997/1998, nasce il “progetto autonomia”, per rispondere alle domande di professionalità che pervenivano alla scuola dal mondo del lavoro in seguito all'evoluzione dei servizi  e delle professioni. Il corso di studi per dirigente di comunità si riforma, nell'ambito di questo progetto di sperimentazione didattica che si concluderà alla fine del 2014, afferendo al nuovo indirizzo formativo denominato "salute", con insegnamenti quali: legislazione sanitaria, igiene e educazione sanitaria, anatomia, fisiologia e patologia, cui si aggiungono gli insegnamenti specializzanti legati a due articolazioni tecnico-professionali:
- Gestione dei servizi per la collettività, con le seguenti discipline: organizzazione e gestione dei servizi collettivi, igiene e rischio collettivo, scienza della nutrizione e tecniche di relazioni interpersonali;
- Gestione dei servizi per la persona, con le seguenti discipline: scienza della nutrizione, chimica organica e biochimica, elementi di biofisica e elementi di farmacologia e tossicologia.